# Kānekapōlei
Kānekapōlei era una  
hawaiana nativa aliʻi reina y esposa de Kalaniopu'u,  aliʻi nui (rey/gobernante supremo) de la Isla de Hawái y tía de Kamehameha I, que estuvieron presentes en la muerte del capitán James Cook. Ella llamó la atención sobre el secuestro de su marido por Cook y sus hombres, atrayendo a sus asistentes reales a la playa, respondiendo a sus llamadas de ayuda.

## Nacimiento y ascendencia
El padre de Kānekapōlei era Kauakahiakua y su madre, ʻUmiaemoku. Kauakahiakua pertenecía a la familia real de Maui, nieto del rey, Lonohonuakini, a través de su hijo Lonomakaihonua, y hermano de Kaʻulahea II, y Kahāpoʻohiwi. Kauakahiakua tenía varias esposas, incluida su hermana de sangre Kāneikapōleikauila. Las relaciones entre hermanos eran sagradas y produjeron los nacimientos de mayor rango niaupiʻo. Kauakahiakua y Kāneikapōleikauila tuvieron un hijo piʻo llamado Kapuaahiwalani. Su madre, ʻUmiaemoku, era una de las tres hermanas que incluían a Ikuaana y Umiulaikaahumanu, la bisabuela de Kamehameha I, y la quinta bisabuela de la reina Liliuokalani. Las tres hermanas eran hijas de Mahiololi de Kohala.
Según: The Voyage of George Vancouver,1791-1795: Volúmenes I-IV, Vancouver registra la siguiente descripción de Kānekapōlei;
«Su Majestad es una mujer muy guapa, y lleva en su apariencia y modales un grado muy adecuado de dignidad».
Vancouver escribe que se reunió con ella de nuevo en 1793. La culpa por los recuerdos de la fatídica expedición de Cook había hecho que Vancouver se sintiera obligado a compensarla con regalos, como escribe: "«Le presenté un surtido de objetos de valor adecuados a su antigua y distinguida situación».

## Familia
Alrededor de 1762, Kānekapōlei se convirtió en una de las esposas de Kalaniopu'u,  aliʻi nui de la isla de Hawái. No era su esposa de mayor rango, ese puesto lo ocupaba Kalola Pupuka-o-Honokawailani, la madre de su heredero Kīwalaʻō, pero era considerada su favorita. Con Kalaniopu'u, sus hijos incluyeron a Keōua Kūʻahuʻula y Keōua Peʻeʻale. Su primer hijo se enfrentó a Kamehameha I por la supremacía de la isla de Hawái hasta su muerte en 1790 en Kawaihae. No se sabe nada sobre el destino de Keōua Peʻeʻale, aunque el historiador John F. G. Stokes argumentó que Keōua Peʻeʻale era simplemente otro nombre para Pauli Kaʻōleiokū.

### Kalaniopu'u y Cook

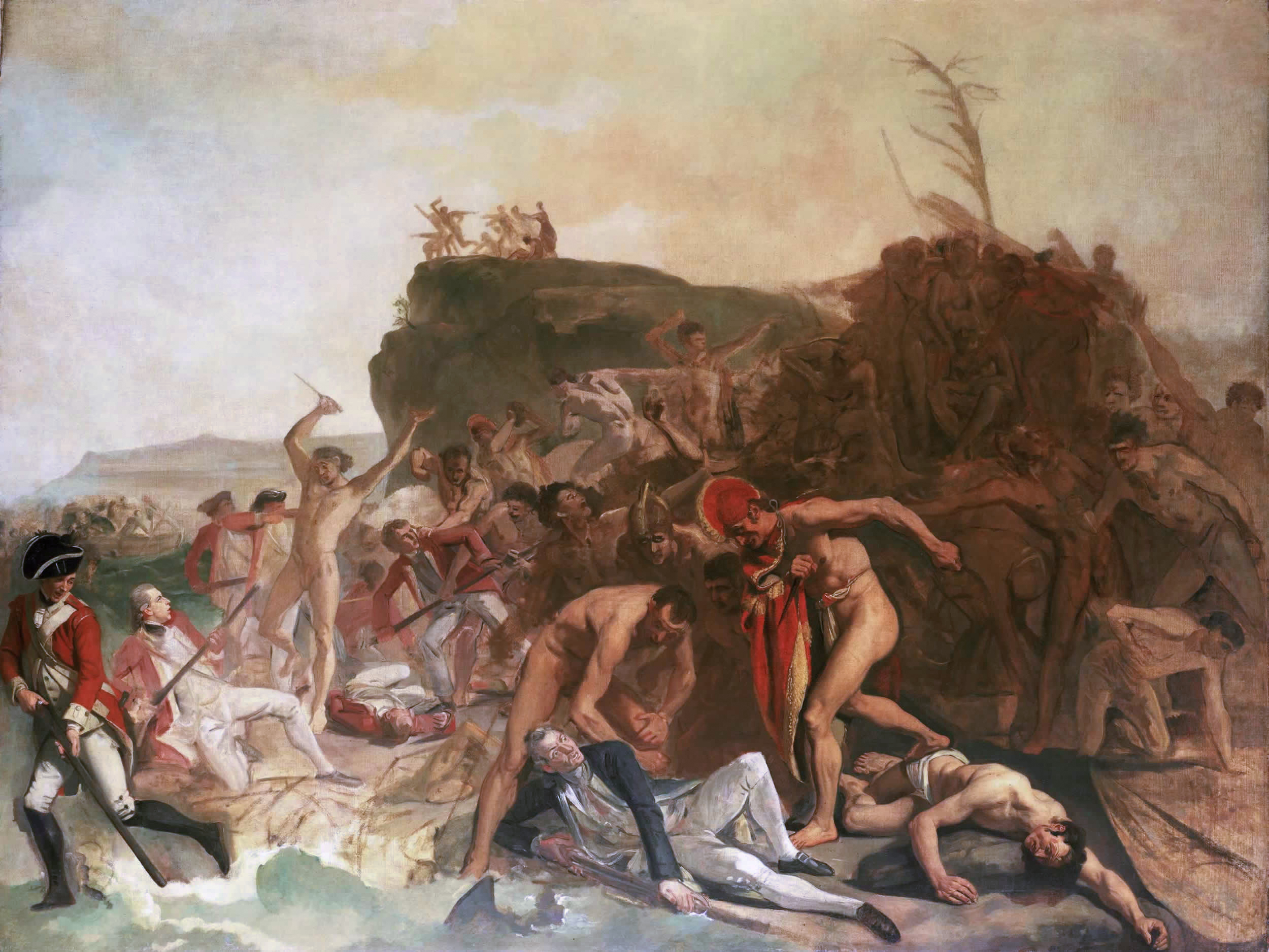
The Death of Captain James Cook, 14 February 1779, una pintura inacabada de Johann Zoffany, circa 1795.

Durante el tercer viaje de James Cook en 1779, mencionó a la esposa y reina favorita del rey Kalaniopu'u, Kānekapōlei. Él y sus hombres escribieron su nombre de muchas maneras diferentes, entre ellas "Kanee-Kabareea", "Kanee-cappo-rei", "Kanee Kaberaia", "Kainee Kabareea" y "Kahna-Kubbarah". El segundo al mando de Cook, el teniente James King, relató su papel en la prevención del secuestro de su marido y sus dos hijos:

Las cosas estaban en este próspero tren, los dos muchachos ya estaban en la cima, y el resto del grupo había avanzado cerca de la orilla del agua, cuando una anciana llamada Kanee-kabareea, la madre de los muchachos, y una de las esposas favoritas del rey, vino tras él, y con muchas lágrimas y ruegos, le rogó que no subiera a bordo.

Al oír sus llamadas, los hawaianos se reunieron en la orilla de la bahía de Kealakekua e intentaron evitar que su monarca fuera capturado. Los hombres de Cook tuvieron que retirarse a la playa. Cuando Cook se dio la vuelta para ayudar a zarpar los botes, los aldeanos le golpearon en la cabeza y luego mientras caía de cara a las olas, lo apuñalaron hasta morir.

### Keōua Kūʻahuʻula
Según Abraham Fornander, Keōua Kūʻahuʻula tuvo la culpa del estallido inicial de la guerra civil en Hawái tras la muerte de su padre Kalaniopu'u . No había recibido tierras debido a la reclamación de su tío Keawemauhili como siguiente en la línea de Kīwalaʻō. Molesto por la falta de herencia, reunió a sus guerreros y criados y se preparó para la batalla, incluyendo su mahiole y ʻahu ʻula. Se dirigieron a Ke'ei donde se produjo una pelea entre los guerreros y bañistas de la playa. Keōua terminó matando a varios hombres de Kamehameha.

### Kaʻōleiokū
Kānekapōlei tenía un hijo llamado Pauli Kaōleiokū. La paternidad de la figura ha sido obteni da tanto de Kalaniopu'u como de Kamehameha I. Los historiadores Abraham Fornander, Sheldon Dibble y Samuel Kamakau afirman que Kamehameha I era el padre de Pauli, sin embargo, fuentes anteriores a Dibble niegan esta atribución y reclaman la paternidad a Kalaniopu'u. Investigaciones posteriores han puesto en duda su paternidad. Tanto Konia, su abuela, como la propia Kānekapōlei, han negado rotundamente que Kaʻōleiokū fuera hijo de Kamehameha I. Kaʻōleiokū fue criado por su madre. Se unió a las fuerzas de su hermano Keōua Kūʻahuʻula en oposición a Kamehameha I, en 1782 después de que la batalla de Mokuōhai dividiera la isla en tres cacicazgos en guerra.
En su libro Pauahi: the Kamehameha legacy, George H. Kanahele afirma que la melodía de Bernice Pauahi Bishop  mele hānau no menciona en realidad a Kamehameha I. Atribuye la sugerencia de que Kaʻōleiokū sea un hijo de Kamehameha a Joseph Mokuʻōhai Poepoe que llama a Pauli; ke keiki kamahaʻo ("el niño del amor"). Kanahele también afirma que Mary Kawena Pūkuʻi describió esto como parte del entrenamiento de cada guerrero, y supuestamente Kānekapōlei fue elegida para este entrenamiento. El autor señala que el incidente que creó la duda fue cuando Keōua Kūʻahuʻula estuvo a punto de asesinado en la consagración del Puʻukoholā Heiau y Kamehameha anunció que Kaʻōleiokū era el hijo de su «juventud sin barba» y así le perdonaron la vida. Sin embargo, en su nota sobre esa afirmación, Kanahele se refiere a Stokes como un contrapunto; «Para quienes afirman que Kamehameha no fue el padre de Kaʻōleiokū, el caso está adelantado por John F. B. Stokes en Kaoleioku, Paternity and Biographical Sketch». Los descendientes por este hijo incluyen a Ruth Keʻelikōlani y Bernice Pauahi Bishop, fundadora de la Escuela Kamehameha. Elizabeth Kekaʻaniau afirma que Kamehameha I detuvo la muerte llamando a Kaʻōleiokū su «keiki», que significa cualquier cosa desde su hijo hasta un sobrino o incluso el hijo de un amigo. Kekaʻaniau afirma que la autoridad de Kamehameha salvó al niño y también que se lo llevó a la Casa de Kamehameha.

### Hijos asociados
También se dijo que Kānekapōlei era la madre de Keliʻikahekili, una de las esposas de Kameʻeiamoku y madre de Hoapili, aunque no se menciona al padre.
Otra figura a menudo asociada con Kānekapōlei es Kahiwa o Regina Kānekapōlei que fue la madre de Kipikane, la esposa de John Palmer Parker. Su padre era Kamehameha I, sin embargo, según Edith McKinzie, su madre era Kauhilanimaka.